# 白岩郡
白岩郡（：／ Paegam gun */?）是朝鮮民主主義人民共和國兩江道東部的一個郡，東鄰咸鏡北道位於摩天嶺山脈和咸鏡山脈之間，北部為白茂高原。最高點為海拔2,335尺的櫃床峰，另外頭流山高2,309公尺。大部屬西頭江流域，小部分屬南大川流域。面積2,293.7平方公里，2008年人口67,683人。下分1邑、19勞動者區、4里。

## 歷史
1952年自吉州郡、茂山郡設三社郡（삼사군），1954年劃入兩江道並改現名。